# 立石土壙墓

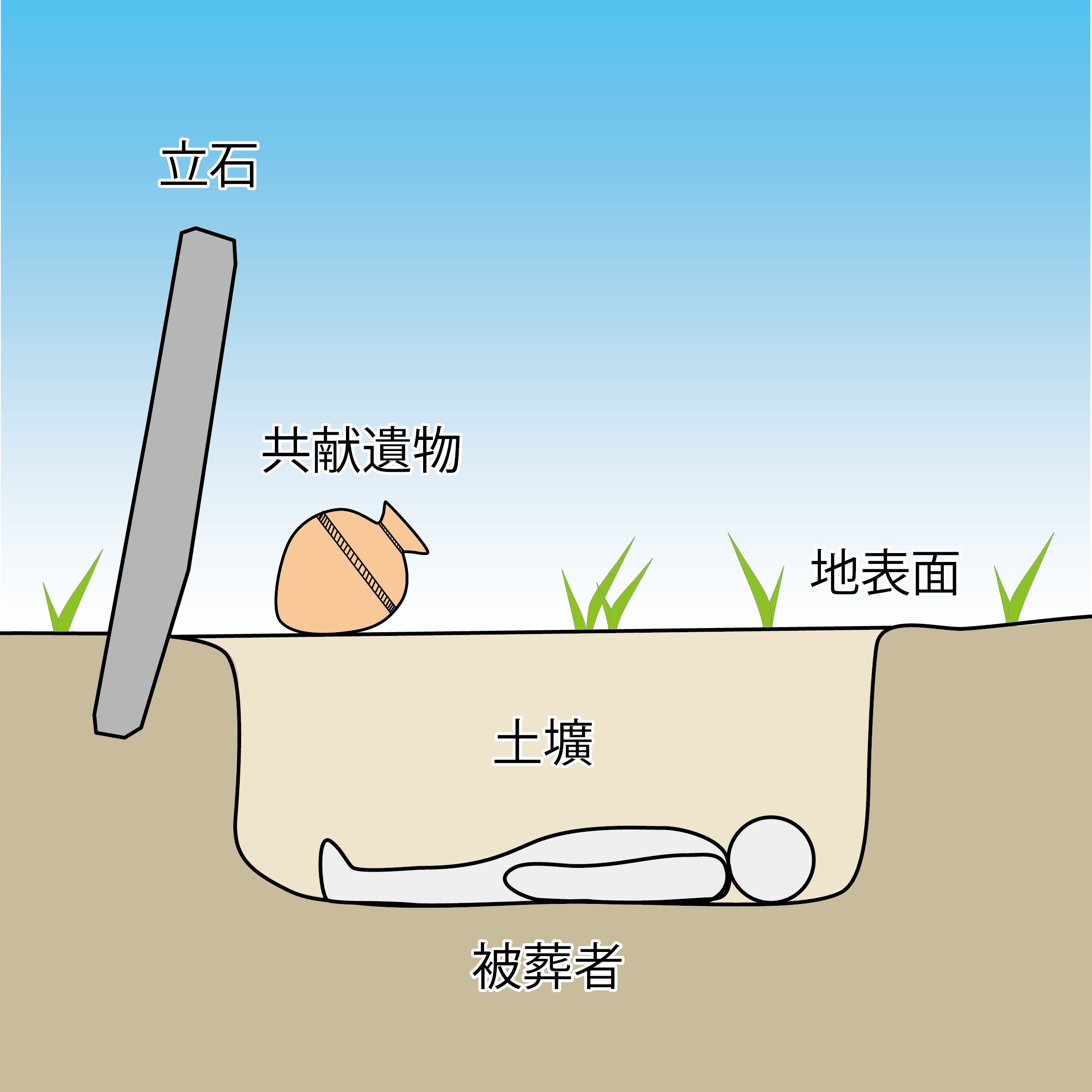
立石土壙墓の模式図

立石土壙墓（りっせきどこうぼ）は、地面に墓穴を掘って死者を直接埋葬する「土壙墓」のうち、1基または複数基の墓前に長い板状の石を立てたもの。弥生時代中期後半～古墳時代初頭頃に、九州鹿児島県の薩摩半島南端地域で造営された地域墓制として知られ、指宿市山川成川の成川遺跡のものが著名である。

## 概要
地面に楕円形の土壙（墓壙）を掘り、死者を埋葬した後、墓の傍らに長板状の石を突き立てる。1基の墓に伴うものと、複数の墓が密集した中に1枚の石が立てられたものもある。個人または集団墓の墓標の役割を持つと考えられている。

## 副葬品
遺体を埋葬した土壙内の副葬品はほとんどなく、埋め戻した後、地表面に土器などを置く例がある（指宿市南摺ヶ浜遺跡）。
他に成川遺跡では、鉄剣や鉄鏃などの鉄製武器類が多量に出土し、蛇行剣や曲刃剣（直剣を意図的に折り曲げたもの）、異形鉄器なども出土しているが、いずれも1つの土壙の副葬品としてではなく、土壙の上部や周囲から散在的に出土しており、一般的な鉄器副葬の様相とは異なっているとされる。したがって、被葬者個人に対する副葬品ではなく、集団墓に対する共献遺物であると考えられる。

## 分布
指宿市成川遺跡以外に、同市南摺ヶ浜遺跡で14基（板石の数）、枕崎市松之尾遺跡で6基発見されており、薩摩半島の南端部に集中分布する。立石という構造物自体は何をルーツにするのか明らかではないが、立石土壙墓という墓制が単独で存在することはなく、多くの土壙墓や土器棺墓と共存することから、当地での伝統的な地域墓制である土壙墓の一種と考えられる。

## 研究史

### 成川遺跡の発掘
1957年（昭和32年）、山川湾埋立てのための土砂採掘により、指宿市山川成川の台地斜面を切り土したところ、多数の人骨が出土し、発掘調査により遺跡の存在が明らかになった。翌1958年（昭和33年）と、1980～81年（昭和55～56年）にも発掘調査が行われ、弥生土器、成川式土器、異形鉄器などを持つ、弥生時代中期～古墳時代にかけての143基の土壙墓群が発見され、390体分の人骨が出土した。これらの中に、長大な板石を立てられた「立石土壙墓」が11基存在した。

### 「隼人の墓制」論
立石土壙墓は、他地域で類を見ない構造や、薩摩半島南端に集中する分布状況、同墓制分布域では高塚古墳の分布が極めて希薄であること（南さつま市奥山の奥山古墳、指宿市十二町の弥次ヶ湯古墳のみ）から、文献上で古代律令国家から辺境の異部族と見なされた「隼人」の墓ではないかとする見解が現れた。
鹿児島県や宮崎県・熊本県南部のいわゆる南九州地方には、立石土壙墓以外にも、「地下式横穴墓」や「板石積石棺墓」・「土壙墓」・「土器棺墓」などの高塚古墳以外の「地下式墓制」が弥生時代～古墳時代の時期に分布しており、高塚古墳が（特に薩摩地域で）少ないこともあって、古墳時代日本列島内での「特異な地域」として認識されたのである。
1960～80年代にかけ、全国の古墳時代像が総括的に論じられるようになる中で、立石土壙墓は、『記紀』や『続日本紀』などの文献に見える「阿多隼人」の墓制ではないかとされるようになった。また、宮崎県南部～鹿児島県大隅地域の地下式横穴墓を「日向・大隅隼人」の墓制、薩摩半島北部の「板石積石棺墓」を「薩摩隼人」の墓制として対応させる見解が相次いで現れた。畿内を中心に列島にその支配権を拡大する大和朝廷（古墳文化圏）と、それに属さない化外の民「隼人」という図式で描くこの「隼人の墓」の認識は、広く一般にも受け入れられるようになっていった。
しかし、1990年代になって、これらの地下式墓制を「隼人」に結びつける考え方は、はたして適切なのか、という疑問が多くの研究者、特に地元九州の研究者や学会から指摘されるようになった。
文献上、確実に「隼人」と言う存在が実態をもって現れてくるのは、7世紀後半の天武朝以降の記述とされるが、立石土壙墓の存続時期は、確実に年代が判明する遺構は弥生時代中期後半で、最も新しい時期の南摺ヶ浜遺跡例でも弥生時代終末期であり、古墳時代以降まで存続する例は知られていない。かつこの地域（薩摩半島南端～鹿児島湾沿岸部）では、立石のない土壙墓や土器棺墓の方が圧倒的に多い主要な墓制であることがわかっており、立石土壙墓だけを取り上げて「阿多隼人の墓」とする妥当性は極めて低くなっている。
また、そもそも「隼人」という存在自体が、7世紀末当時の律令政府により、大陸に倣った華夷思想に基づき政治的・恣意的に創出されたものであり、在来勢力や民族的な差異によって生じた概念ではない、とする見解も有力になり、「異民族」「化外の民」という異質性を強調した古代南九州人の捉え方についても再考が迫られつつある。
このような流れで、文献と考古学資料の安易な結びつけや、少なくとも飛鳥・奈良時代の「隼人」概念を立石土壙墓（および地下式横穴墓と板石積石棺墓）に波及させる考え方には批判が強まっていき、1990年代末までには「隼人の墓制」論は、考古学・文献史学両面から主たる学説とは見なされなくなった。

### 「隼人の墓制」論以降の研究
2000年代以降の研究では、「隼人の墓制」論から脱却し、発掘調査によって得られた出土資料やデータを駆使し、より考古学的な方法で、古墳時代の中での薩摩半島南端域の様相を再検討するという方向が示され、それにより、古墳時代を通じて、南九州社会が九州の他地域、あるいは畿内政権と積極的に交流している様相が明らかにされるようになった。
現在では、古墳時代は、前方後円墳に代表されるいわゆる高塚古墳のみが存在するのではなく、（本州などにおいても）土壙墓などの多種多様な墓制が存在する、という視点に基づき、決して、他の地域から「孤立」・「隔絶」した風土に生まれた特異な墓制ではなく、地域間交流の中で生まれた弥生時代～古墳時代社会の多様性を示す墓制の一種である、という理解が
有力になりつつある。また、近年の南摺ヶ浜遺跡の成果により、この地域の板石を立てる行為は、土壙墓だけではなく、土器棺墓などに対しても行われていたことが明らかとなり、「立石土壙墓」という名称自体への見直しも検討されている。

## 薩摩半島の立石土壙墓
- 成川遺跡（指宿市山川成川）
- 南摺ヶ浜遺跡（指宿市十二町摺ヶ浜南）
- 松之尾遺跡（枕崎市松之尾町東鹿篭）